# Eggenberger-féle könyvkereskedés

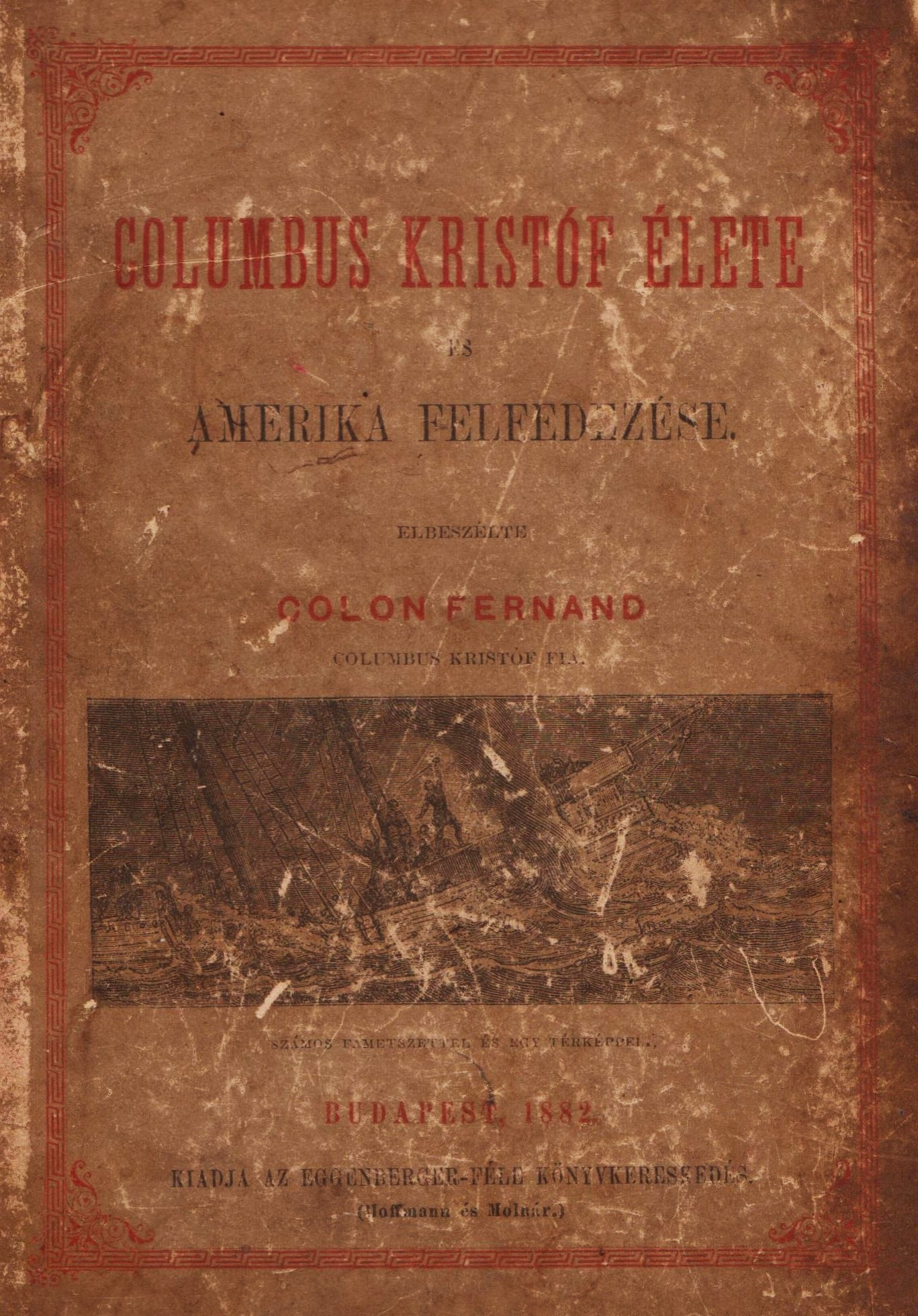
A kiadó egy kiadványának borítója...

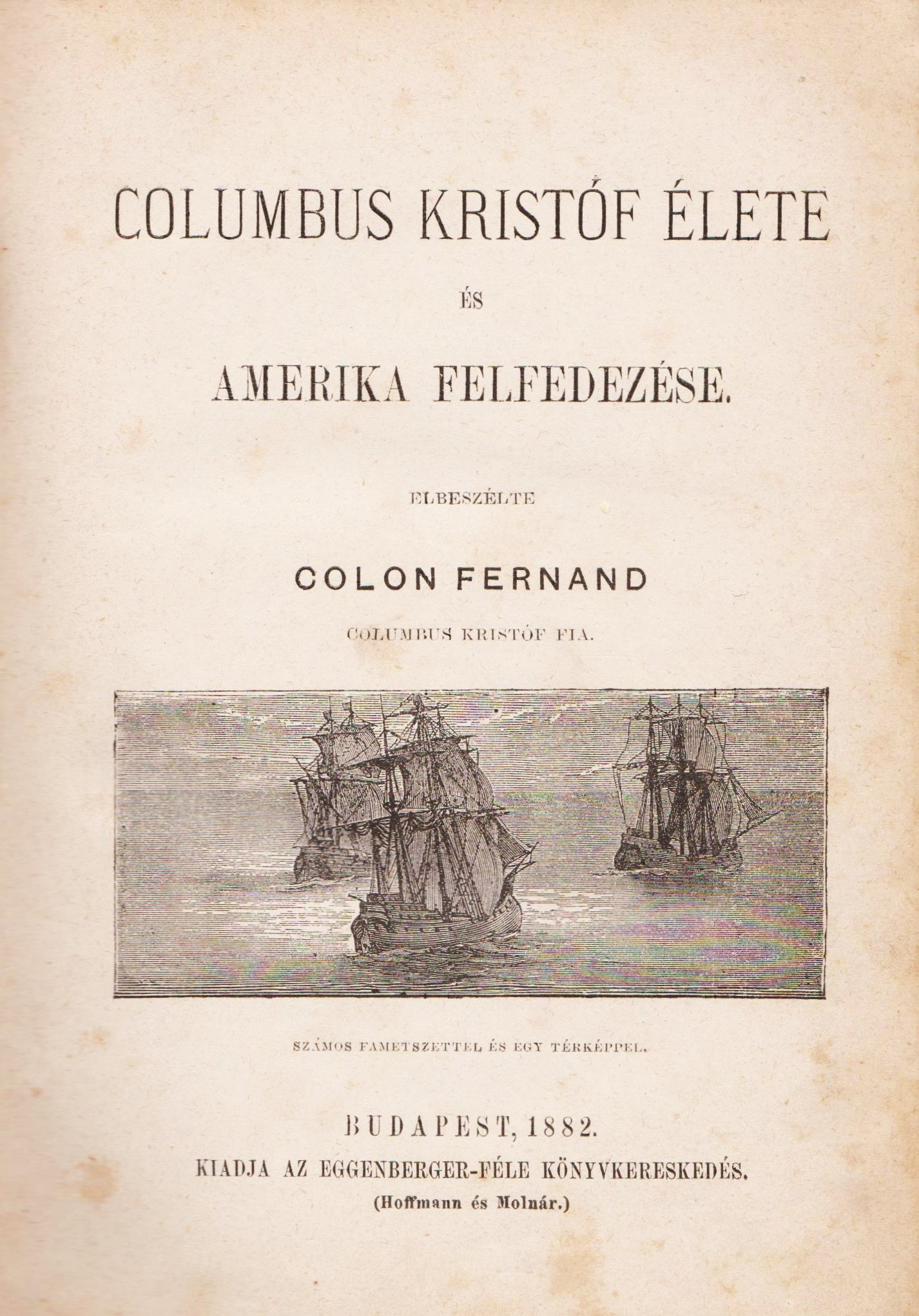
... és címlapja

Az Eggenberger-féle könyvkereskedés volt a legrégibb magyar könyvkereskedői cég.

## Története
1768-ban alapította Weingrand János György Pesten. Az alapítónak 1802-ben bekövetkezett halála után Eggenberger József (1768–1850), utána 1850-től fia, Eggenberger Ferdinánd vezette az üzletet. 1863-tól Hoffmann Alfréd (1838–1905) vette meg, és 1865-ben egyesülve K. Molnár Jánossal (1838–?) folytatták a nagy kiterjedésű vállalkozást. Hoffmann Alfréd 1890-től a magyar könyvkereskedők egyletének elnöki tisztségét is betöltötte.
Az Eggenberger-féle könyvkereskedést 19. század végi jelentőségére az újabb tulajdonosok emelték fel, akik maguk körül csoportosították a legkiválóbb tanügyi és jogtudományi írókat. Emellett számos szépirodalmi, irodalomtörténeti, történeti, művészettörténeti, földrajzi, nyelvészeti, filozófiai, ifjúsági, vallási és gasztronómiai művet jelentettek meg.
A cég az 1940-es években még működött.

## Néhány kiadványuk
Válogatás kiadványaikból:
- Nogáll János: Hitszózatok a pap szivéhez (1863)[7]
- Kempis Tamás négy könyve Krisztus követéséről (1864)[8]
- Verbőczi István hármaskönyve (1864)[9]
- Polgári törvénykezési rendtartás (1869)[10]
- Korbuly Imre: Magyarország közjoga (1871)[11]
- Goldziher Ignác: A nemzetiségi kérdés az araboknál (1873)[12]
- Aristoteles Nikomachoshoz czímzett ethikája (1873)[13]
- Ribáry-féle Földrajzi Kis Atlasz nép, ipar- és vasárnapi iskolák használatára (1875)[14]
- Halász Ignác: Kármán József (1879)[15]
- St. Hilaire Jozéfa: A valódi szakácsság vagy legujabban átvizsgált és tökéletesitett képes pesti szakácskönyv (1881)[16]
- Colon Fernand: Columbus Kristóf élete és Amerika felfedezése (1882)[17]
- Horvát Árpád: A diplomatikai írástan alapvonalai (1883)[18]
- De Wittné (Guizot Henriette): A keresztes hadak története (1884)[19]
- Simonyi Jenő: Idegen népek közt messze földön. Utirajzok és életképek kiváló utazók leirásaiból (1888)[20]
- Névy László: A magyar nemzeti irodalom történetének vázlata (1891)[21]
- Jankó János: Stanley utazásai, kalandjai és felfedezései Afrikában (1891)[22]
- Preysz Kornél: A tengeri fürdők physiologiai hatása. Különös tekintettel az Északi és Keleti tenger fürdőire (1893)[23]
- Pokorny Emánuel: Katholikus szertartástan (1894)[24]
- Montgomery Florence: Gyermeksziv rejtelmei (1895)[25]
- Concha Győző: Politika (1895)[26]
- Benczúr Béla: A művészi ipar és decorativ művészetek stiltana. Képzőművészek, rajztanárok, műiparosok részére technikai, ipariskolai, valamint magánhasználatra (1897)[27]
- Fodor Sándor: Jogi tanácsadó. Segédkönyv a hatóságokkal való érintkezésre. Beadványok, okiratok szerkesztésére s a legkülömbözőbb jogügyletekben való eljárásra (1898)[28]
- Picker Rezső: Az úgynevezett nemi betegségek természetrajzi leirása (1909)[29]
- Bálint Zoltán: A francia reneszánsz és a Loire-völgy kastélyai (1914)[30]
- Suták József: A differencziál- és integrálszámítás elmélete (1922)[31]
- Schandl József: A juh és a kecske tenyésztése (1928)[32]
- Krammer Jenő: Faanyagköböző (1929)[33]
- Brunner Emőd: A francia felvilágosodás és a magyar katholikus hitvédelem (1930)[34]
- Issekutz Béla: Gyógyszerrendelés (1931)[35]
- Somogyi József: Tehetség és eugenika. A tehetség biológiai, pszichológiai és szociológiai vizsgálata (1934)[36]
- Érczy Miklós: Sebészet a szépség szolgálatában (1935)[37]
- Hivert Dezső: Iparpolitika (1939)[38]
- Hints Elek: Az őskori és ókori orvostudomány (1939)[39]
- Szabó Zoltán: A százéves levélbélyeg (1941)[40]
- Polgárdy Géza: Magyar Turista Lexikon (1941)[41]

Sorozatok:
- Értekezések a nyelv- és széptudományok köréből (1870-es évek)[12]
- Értekezések a történeti tudományok köréből (1870-es évek)[42]
- Forgó Bácsi Könyvtára (1890-es évek)
- Eggenberger művészkönyvei (1910-es évek)[43]
- Eggenberger-féle Utikönyvek (1910-es évek)[44]
- Gyermektanulmányi Könyvtár (1910-es évek)[45]

A cég főbizományosként közreműködött a Magyar Orvosi Könyvkiadó Társulat neves sorozatának, a A Magyar Orvosi Könyvkiadó Társulat Könyvtárának kiadásában is.